# Embraer EMB 314 Super Tucano
L'EMB 314 Super Tucano, denominato anche ALX o A-29 è un velivolo a turboelica prodotto dall'azienda brasiliana Embraer. La sua architettura è costituita da un'ala bassa e un abitacolo a 2 posti in tandem. Viene impiegato come addestratore intermedio e per l'attacco leggero diurno, missioni di sorveglianza e antiguerriglia (COIN). Rispetto all'EMB 312 Tucano, suo predecessore, è dotato di una moderna suite avionica e nuovi e più potenti sistemi di armamento.

## Storia del progetto

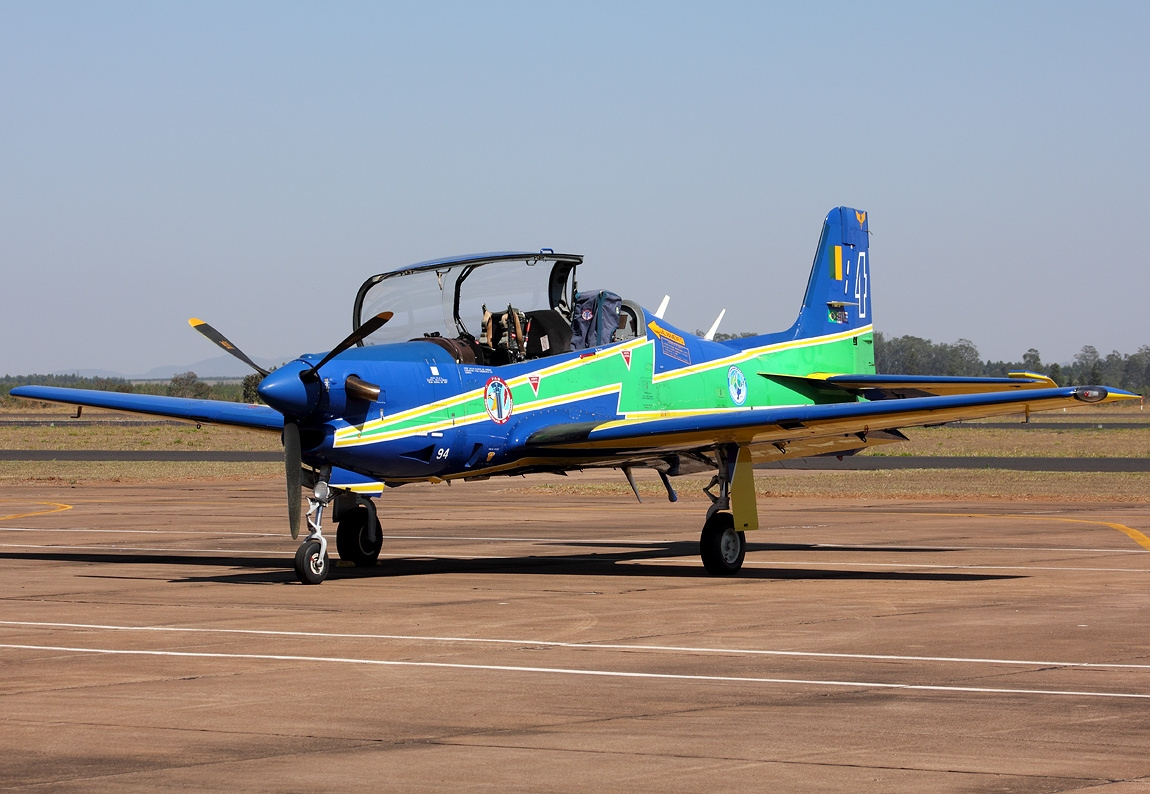
Un Super Tucano della Esquadrão de Demonstração Aérea

Il Super Tucano nacque per far fronte ad una richiesta del governo brasiliano per realizzare un aereo capace di svolgere missioni di controllo e sorveglianza delle regioni amazzoniche, per compiti di antiguerriglia e per l'attacco leggero.
Nacque così il programma ALX Project: creare un velivolo leggero monomotore in grado di sostituire la numerosa flotta di Embraer EMB 326GB Xavante (versione costruita su licenza in Brasile del famoso addestratore italiano Aermacchi MB-326) impiegata dalla Força Aérea Brasileira.
La Embraer sviluppò il nuovo velivolo basandosi sulla collaudata cellula dell'Embraer EMB-312 Tucano, apportando nuove migliorie alla struttura, migliorandone notevolmente le prestazioni, fino a creare un nuovo aereo adatto alle condizioni meteo della regione amazzonica (alta temperatura e umidità), con un'autonomia a lungo raggio, in grado di atterrare su piste corte e semipreparate. Il primo prototipo spiccò il suo primo volo nel 1996.

## Versioni
- A-29A: Variante monoposto per compiti di ricognizione del territorio e antiguerriglia (COIN), nonché per l'attacco leggero diurno, capace di intercettare e abbattere piccoli aerei nemici;
- A-29B: Versione biposto impiegata per l'addestramento intermedio dei piloti. Può svolgere le medesime missioni della versione A-29A;
- AT-26: Denominazione adottata dalla Escuadrón de Caballería Aérea (la componente aerea delle forze armate della Repubblica Dominicana) relativa alla variante A-29B.

## Utilizzatori
Afghanistan
- De Afghan Hauai Quvah

22 A-29B Super Tucano ordinati, uno dei quali è andato distrutto il 6 marzo 2017. Al maggio 2018 risultano consegnati tutti e sono 21 gli esemplari in servizio. Ordine portato a 26 esemplari al settembre 2018.
 Angola
- Força Aérea Nacional Angolana

6x A-29 Super Tucano ordinati nel 2012, con i primi tre esemplari consegnati a gennaio 2013.
 Brasile
- Força Aérea Brasileira

99 A-29 Super Tucano ordinati, suddivisi in 33 A-29A per missoni COIN e 66 A-29B da addestramento, ma con secondarie capacità COIN. A tutto il 2017 risultavano in servizio 31 della versione A e 65 della versione B.
 Burkina Faso
- Force Aérienne de Burkina Faso

6x A-29B Super Tucano consegnati, 3 dei quali in servizio al settembre 2018;
 Cile
- Fuerza Aérea de Chile

12 A-29B ordinati nell'agosto 2008 e ricevuti tra il 2009 e il 2010. Ulteriori 6 Super Tucano sono stati ordinati ad ottobre 2017 e le consegne sono state completate tra marzo e dicembre 2018. Ulteriori 4 A-29B sono stati ordinati a dicembre 2018, ed i primi due sono stati consegnati a settembre 2020. Gli ultimi due aerei sono stati consegnati a novembre 2020, portando a 22 il numero degli aerei in organico.
 Colombia
- Fuerza Aérea Colombiana

Dei 25 AT-29B acquistati nel 2005, 24 restano in servizio al luglio 2018, in quanto un esemplare è andato perso nel 2012.
 Rep. Dominicana
- Fuerza Aérea Dominicana

8x A-29B Super Tucano consegnati e tutti operativi all'ottobre 2019.
 Ecuador
- Fuerza Aérea Ecuatoriana

24 A-29B Super Tucano ordinati inizialmente nel 2009, ridotti a 18 nel maggio 2010 e tutti consegnati entro il 2011.
 Filippine
- Hukbong Himpapawid ng Pilipinas

6 aerei ordinati a novembre 2017, con i primi 4 esemplari consegnati il 19 settembre 2020, 2 il 2 ottobre 2020 e tutti introdotti ufficialmente in servizio il 13 ottobre 2020. Ulteriori 6 aerei ordinati il 27 dicembre 2024.
 Ghana
- Ghana Air Force

5 ordinati a dicembre 2015, 4 in servizio al settembre 2020.
 Indonesia
- Tentara Nasional Indonesia Angkatan Udara

16 ordinati nel 2011 in due lotti da 8 esemplari ciascuno, e consegnati tra il 2012 ed il 2016, anno in cui ne è andato perduto uno.
 Libano
- Al-Quwwat al-Jawwiyya al-Lubnaniyya

6 A-29B ordinati a novembre 2015, con consegne che dovrebbero essere completate entro il 2019 con gli aerei che saranno armati con due mitragliatrici da 12.7 mm, razzi da 70 mm, inoltre, saranno dotati di un kit di precisione BAE Systems APKWS (Advanced Precision Kill Weapon System), di un sistema di difesa dai missili AN/AAR-60(V)2 e un dispenser per contromisure AN/ALE-47. I primi due aerei sono stati consegnati ad ottobre 2017. A maggio 2018 sono stati consegnati gli ultimi 4 esemplari, portando a 6 il numero degli aerei in organico. Tutti in servizio al maggio 2019.
 Mali
- Force aérienne de la République du Mali

6 velivoli ordinati a giugno 2015 che saranno consegnati entro il 2018. La commessa è stata ridotta a 4 velivoli che sono stati tutti consegnati al settembre 2018. Uno dei quattro esemplari consegnati è stato perso il 7 aprile 2020.
 Mauritania
- Force aérienne de la République Islamique de Mauritanie

4 A-29B ordinati e tutti consegnati al maggio 2018.
 Nigeria
- Nigerian Air Force

12 A-29B sono stati ordinati a Sierra Nevada nel 2018, con dotazione anche di armi a guida laser, i primi sei dei quali sono stati consegnati il 29 luglio 2021, ed immessi in servizio il 31 agosto dello stesso anno.
 Panama
- Servicio Nacional Aeronaval

4 A-29 ordinati ad Aprile 2025.
 Paraguay
- Fuerza Aérea Paraguaya

6 A-29 selezionati il 23 luglio 2024 e ordinati nel novembre successivo. Il 30 giugno sono stati consegnati i primi 4 aerei Primi quattro esemplari consegnati il 30 giugno 2025.
 Portogallo
- Força Aérea Portuguesa

12 A-29N ordinati il 12 dicembre 2024.
 Stati Uniti
- USAF

2 A-29 ordinati a marzo 2020 dall'Air Force Special Operations Command per la missione Combat Aviation Advisor, dedicata al supporto addestrativo alle forze armate dei paesi oggetto di assistenza militare. Un terzo esemplare è stato ordinato a maggio 2020, e tutti e tre gli aerei saranno consegnati nel 2021. Tutti consegnati all'inizio di aprile 2022. A settembre 2022, concluso il programma LAX (Light Attack Experimental) è stato comunicato che gli aerei saranno probabilmente dichiarati Excess Defense Articles (surplus) e posti in vendita.
 Turkmenistan
- Aeronautica militare e difesa aerea del Turkmenistan

6 EMB-314E ordinati.
 Uruguay
- Fuerza Aérea Uruguaya

1 A-29 (più 5 in opzione) ordinato ad agosto 2024, con ordine dei 5 in opzione ufficializzato a gennaio 2025.

## Velivoli comparabili
Corea del Sud
- KAI KT-1;

 Stati Uniti
- Raytheon T-6 Texan II;

 Svizzera
- Pilatus PC-21;

 Emirati Arabi Uniti
- Calidus B-250 Bader